# Ferdinand Schlöth
Lukas Ferdinand Schlöth, né le 25 janvier 1818 à Bâle, mort le 2 août 1891 à Lutzenberg, est un sculpteur suisse.

## Biographie
Lukas Ferdinand Schlöth est le fils du serrurier berlinois Heinrich Ludwig Schlöth et grandit à Bâle. Il effectue d'abord un apprentissage de serrurier auprès de son père et travaille plusieurs années dans son atelier. Après la mort de son père en 1839, il continue à diriger l'atelier avec son frère aîné Friedrich Ludwig Schlöth. Il prend également des cours de dessin auprès de Hieronymus Hess et suit les cours de modelage du sculpteur Johann Heinrich Neustück. En 1843, il suit une formation de sculpteur à Rome. Parmi ses professeurs figuraient probablement son compatriote Heinrich-Maximilian Imhof, avec qui la relation se transformera en une rivalité malveillante. En 1847, il ouvre son propre atelier. En 1874, il épouse la riche veuve Emma Müller-Gengenbach et retourne en Suisse. Il vit et travaillé alternativement à Bâle et à Lutzenberg.

## Œuvre

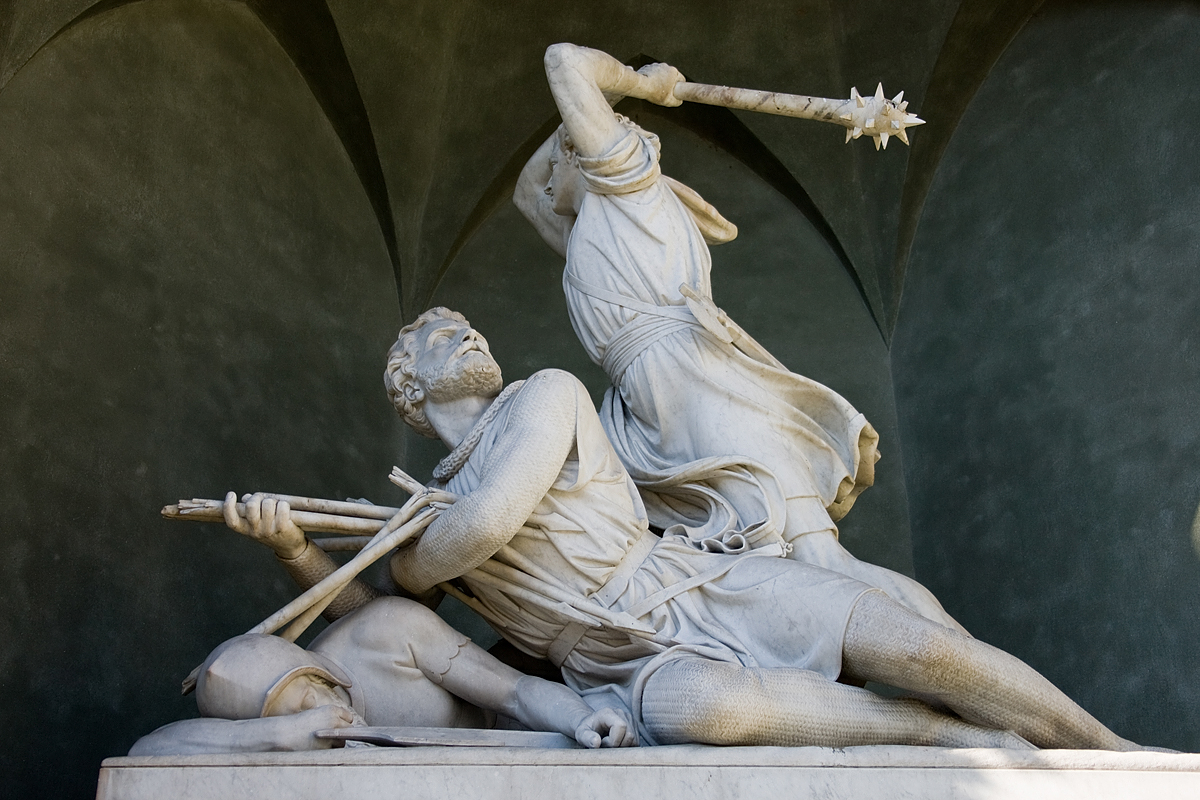
Monument pour Winkelried

Il sort vainqueur d'un concours pour un monument pour Winkelried à Stans en 1855. Son inauguration en 1865 fait de Schlöth l'un des sculpteurs les plus renommés de Suisse. Viennent ensuite le monument tout aussi héroïque de la bataille de la Birse à Bâle (inauguré en 1872). Avec ces deux monuments, Ferdinand Schlöth établit de nouveaux standards pour les monuments politiques, même si ses solutions restent presque sans successeur direct. En 1873, il remporte également le concours pour le monument pour Tegetthoff à Vienne, mais son projet ne fut pas réalisé, pas plus que ses projets primés pour le monument pour Zwingli devant la Wasserkirche à Zurich. Outre les monuments, Schlöth crée principalement des sculptures rondes et des reliefs sur des thèmes mythologiques, bibliques ou allégoriques ainsi que de nombreux bustes de portraits, dont tout un cycle de bustes d'érudits pour le musée de Bâle (achevé en 1876). En 1870, Richard Kissling devient son élève le plus célèbre. Un autre élève de Schlöth à Rome est Baptist Hörbst. Dans les années 1850, Schlöth influence également le jeune Reinhold Begas. Son neveu Achilles Schlöth est l'un de ses derniers élèves.
L'œuvre de Schlöth est influencé par le Classicisme français tardif dans le sillage de Bertel Thorvaldsen, mais s'inspire également des nouvelles tendances de la sculpture occidentale (réalisme, néo-baroque). Presque toutes ses œuvres sont réalisées en marbre blanc de Carrare et présentent un traitement de surface subtil et différencié caractéristique de l'école de Thorvaldsen. Dans des œuvres individuelles créées sans commande, Schlöth dépasse les limites conventionnelles du classicisme, par exemple dans le relief sensuel et expressif Ménade et Pan de 1853 (aujourd'hui au Musée national suisse) ou dans un faune modelé en 1883 qui ne fut pas conservé et que Schlöth construit autour d'un cor qu'il avait rapporté de Rome.